# Contea di Lake (Ohio)
Lake  è una contea dell'area nord-orientale dello Stato dell'Ohio negli Stati Uniti.

## Geografia fisica
La contea è bagnata a nord dal lago Erie. La contea, coprendo una superficie di 2535 km² (di cui circa il 76% è rappresentato dalla superficie del lago Erie che ricade sotto la giurisdizione della contea), è la più piccola dello Stato.
Il territorio è prevalentemente pianeggiante. Il fiume principale è il Grand che scorre dapprima da est a ovest per poi piegare a nord e sfociare nel lago Erie. Nell'area occidentale scorre il fiume Chagrin, un altro immissario del lago Erie.
In prossimità della città di Mentor si estende il parco statale di Headlands Beach che ha la più lunga spiaggia naturale del lago Erie ed è di conseguenza è una popolare destinazione turistica.

### Contee confinanti
- Contea di Elgin (Ontario, Canada) - nord
- Contea di Ashtabula - est
- Contea di Geauga - sud
- Contea di Cuyahoga - sud-ovest

## Storia
La città più grande della contea è Mentor, fondata nel 1798. Da Mentor nel 1880 James Abraham Garfield tenne il primo di una serie di comizi dal portico della sua casa nel corso della campagna elettorale che lo portò alla presidenza degli Stati Uniti. La vicina cittadina di Kirtland fu il centro della chiesa mormone dall'arrivo di Joseph Smith e dei suoi seguaci nel 1831 fino alla loro partenza nel 1838.
A North Perry è in funzione una centrale nucleare che con un costo di costruzione di 6 miliardi di dollari è una delle più costose mai costruite.

## Comuni

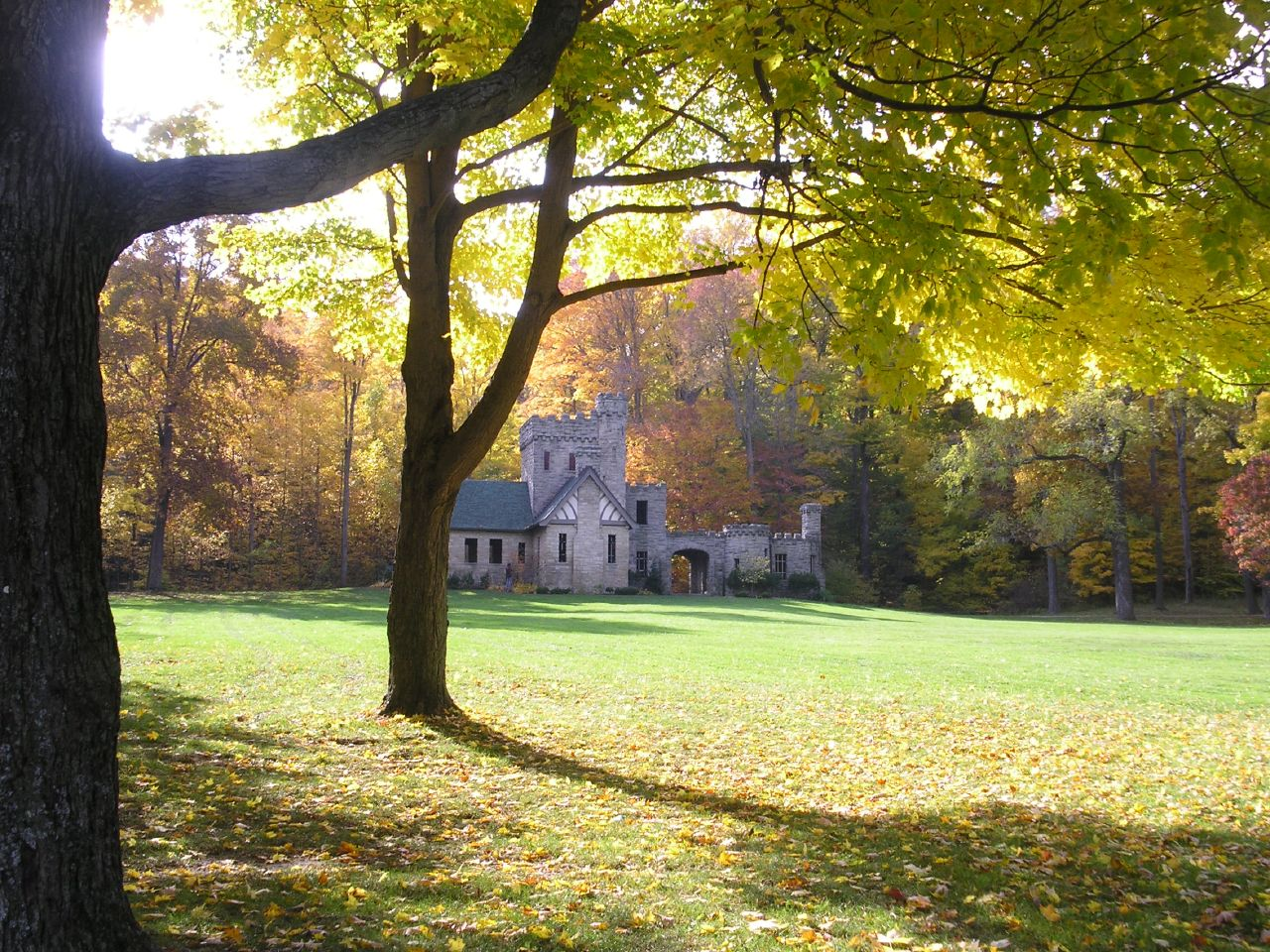
Lo Squire's Castle, fatto costruire negli anni Novanta del secolo XIX da Feargus B. Squire, uno dei fondatori della Standard Oil Company, a Willoughby Hills.

| - Eastlake - city - Fairport Harbor - village - Grand River - village - Kirtland - city - Kirtland Hills - village - Lakeline - village - Madison - village - Mentor - city - Mentor-on-the-Lake - city | - North Perry - village - Painesville (capoluogo) - city - Perry - village - Timberlake - village - Waite Hill - village - Wickliffe - city - Willoughby - city - Willoughby Hills - city - Willowick - city |